# Claude Blanchemaison

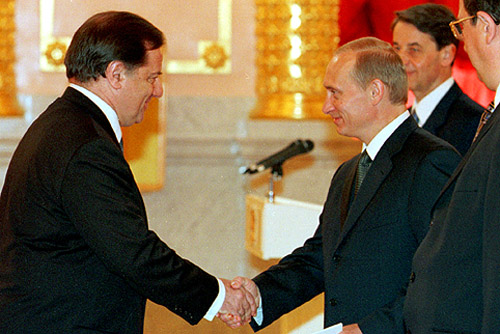
Claude Blanchemaison, Wladimir Wladimirowitsch Putin

Claude Blanchemaison (* 16. März  1944 in Touraine) ist ein ehemaliger französischer Botschafter.

## Leben
Claude Blanchemaison studierte Rechtswissenschaft; Er hat Diplome der École des Hautes Études Commerciales, des Institut d’études politiques de Paris. Er promovierte 1973 mit dem Thema François Rabelais an der École nationale d’administration. 
Er trat am 1. Juni 1973 in den auswärtigen Dienst. Von 1973 bis 1979 war er in der Vertretung der französischen Regierung bei der Europäischen Gemeinschaften in Brüssel beschäftigt, wo er 1978 vom Sekretär erster Klasse zum Ratgeber zweiter Klasse befördert wurde. 
Von 1982 bis 1985 ist er Stellvertretender Generalsekretär des Interministeriellen Ausschusses für Fragen der europäischen wirtschaftlichen Zusammenarbeit. Am 15. Februar 1985 wird er in den französischen Verdienstorden aufgenommen. Von 1985 bis 1986 war er in der Abteilung Asien und Ozeanien und 1987 bis 1989 in der Abteilung Ferner Osten als Abteilungsleiter beschäftigt.
Am 31. Dezember 1992 wurde er in die Ehrenlegion aufgenommen. Von Februar bis Oktober 1993 leitete er die Abteilung Europa, von 1993 bis 1996 die Abteilung Asien und Ozeanien am Quai d’Orsay. Claude Blanchemaison wurde am 21. Juli 2003 zum Leiter der Direction générale de la coopération internationale et du développement (DGCID), einer dem französischen 
Außenministerium unterstellte Behörde der Entwicklungszusammenarbeit.
Claude Blanchemaison wurde am 27. Juni 2007 zum Generalsekretär der französischen Präsidentschaft der Europäischen Union ernannt.